# Stolístek přeslenatý
Stolístek přeslenatý (Myriophyllum verticillatum) je druh vodních vytrvalých bylin rodu stolístek. Je uzpůsobený k trvalému životu pod vodní hladinou, vyskytuje se ve sladkých vodách na velké části severní polokoule.

## Rozšíření
Tato křehká rostlina osídlila téměř celou Evropu, vyjma nejsevernějších oblastí, Balkánu a některých středozemních ostrovů. Dále je rozšířena v mírném podnebném pásu v Malé Asii, na Blízkém východě, ve Střední Asii, jižní Sibiři až po Dálný východ včetně Japonska. Roste také v severní Africe v místech přiléhajících ke Středozemnímu moři a mimo arktická a aridní území i v Severní Americe. Je schopna se spolehlivě rozmnožovat až do nadmořské výšky 3500 m. V České republice vyrůstá jen řídce, většinou pouze na územích s dostatkem vodních ploch, např. na jižní Moravě, v Polabí, Českém ráji a na jihu Čech.
Obvyklá místa jsou rybníky, slepá ramena řek, vodní kanály, často zaplavované příkopy, tůně a dolní úseky pomalu tekoucích řek s vodou slabě až středně bohatou na živiny (dusík, fosfor), která bývá neutrální až slabě zásaditá, s vrstvou jílu nebo organického bahna. Obvykle osídluje nevysychající vodu s hloubkou 50 až 100 cm, roste však i v hloubce do 3 m.
Přežívá ztrátu vody, kdy rostlina vytvoří tzv. terestrickou formu. Někdy přímo žije na trvale vlhkých bahnitých březích nebo obnažených dnech a tehdy vyrůstají 10 až 15 cm vysoké "stromečkovité" vzpřímené lodyhy pouze s několika krátkými a tuhými, jasně zelenými segmentovými listy. Potřebnou vlhkost i živiny vstřebává kořínky z bahna.

## Popis
Vytrvalá, převážně vodní rostlina s chabými lodyhami dlouhými 40 až 200 cm, méně často až 300 cm, které vyrůstají z plazivého oddenku v bahnitém dně. Zelené lodyhy, které se ve spodní části se jen řídce větví, dorůstají k vodní hladině a pak pod ní vodorovně splývají. Jsou 3 až 4 mm tlusté a mají blízká internodia, v horní části bývají hustě porostlé 2 až 5 cm dlouhými listy vyrůstajícími převážně v 5četných přeslenech (řidčeji ve 4 nebo 6četných). Tyto trvale ponořené listy mají čepele hřebenitě peřenosečné s 25 až 35 velmi tenkými, často protistojnými úkrojky o délkách 10 až 30 mm. Existuje více variant tvaru segmentů listů.
Na koncích lodyh vyrůstají nad hladinu vztyčená klasnatá květenství o průměrné délce 5 až 15 cm. Obsahují 10 až 25 obvykle 5četných přeslenů s květy, které vyrůstají z úžlabí peřenosečných listenů až pětinásobně delších než květy. V horní části květenství jsou květy samčí, ve spodní samičí a uprostřed mohou být nečetné oboupohlavné. Samčí květy mají drobný kalich a korunu se světle zelenými až nahnědlými lístky 2,5 dlouhými a osm žlutozelených nebo červenavě tečkovaných tyčinek s cca 2 mm dlouhými prašníky. Samičí květy mají květní obaly zakrslé, ze čtyřdílného, téměř kulovitého semeníku vyrůstají čtyři nazelenalé až nahnědlé blizny na krátkých čnělkách. Květy rozkvétají v červnu až září a jsou opylovány větrem. U stolístku přeslenatého je patrný trend k dvoudomosti, jednotlivá květenství mají výraznou převahu samčích nebo samičích květů. Z opylených květů vyrostou hladké, kulovité, poltivé plody o průměru okolo 3 mm, které se později rozpadnou na 4 protáhlé plůdky. Životaschopné plody se vytvářejí i ve květenstvích rozkvetlých rostlin terestrické formy.

## Rozmnožování
V průběhu vegetačního období se rostliny množí dělením, kdy úlomky křehkých lodyh v internodiích vypouštějí kořínky. S nástupem chladného podzimního období se u stolístku přeslenatého, jako u jediného druhu rostoucího v ČR, vytvářejí v horních částech lodyh ze zakrnělých listů 2 až 6 cm dlouhé, kyjovité turiony. Jsou to specializované útvary vodních rostlin s morfologickými a fyziologickými adaptacemi pro úspěšné překonání nepříznivého období, pupeny se zásobou živin, kterým nevadí promrznutí.
S nástupem zimního poklesu teplot rostliny pod hladinou uhynou a turiony se od nich oddělí a klesnou ke dnu, na jaře z nich vyrůstají nové rostliny. Před potopením plavou po určitou dobu na hladině a mohou být zaneseny na jiná místa nebo vyplaveny z vody na vlhký břeh, tam na jaře zakoření a vyroste terestrická forma stolístku přeslenatého. K rozmnožování slouží i semena (plůdky), která po rozevření plodů zapadnou do bahnitého dna.

## Ohrožení
Následkem vodohospodářských úprav stojatých i tekoucích vod dochází ke snižování počtů záplav a následně k vysychání mnoha terénních depresí. V rybnících bývá často chováno přespříliš ryb či tam žijí vegetaci požírající ryby (tolstolobik bílý, amur bílý) nebo ve velkých počtech vodní drůbež. Stejně tak i hromadná rekreace, silné znečištění vody neb používání herbicidů na blízkých polích má za následek úbytek stolístku přeslenatého ve vodách ČR. Byl proto v "Červeném seznamu cévnatých rostlin České republiky" prohlášen za ohrožený druh (C3).

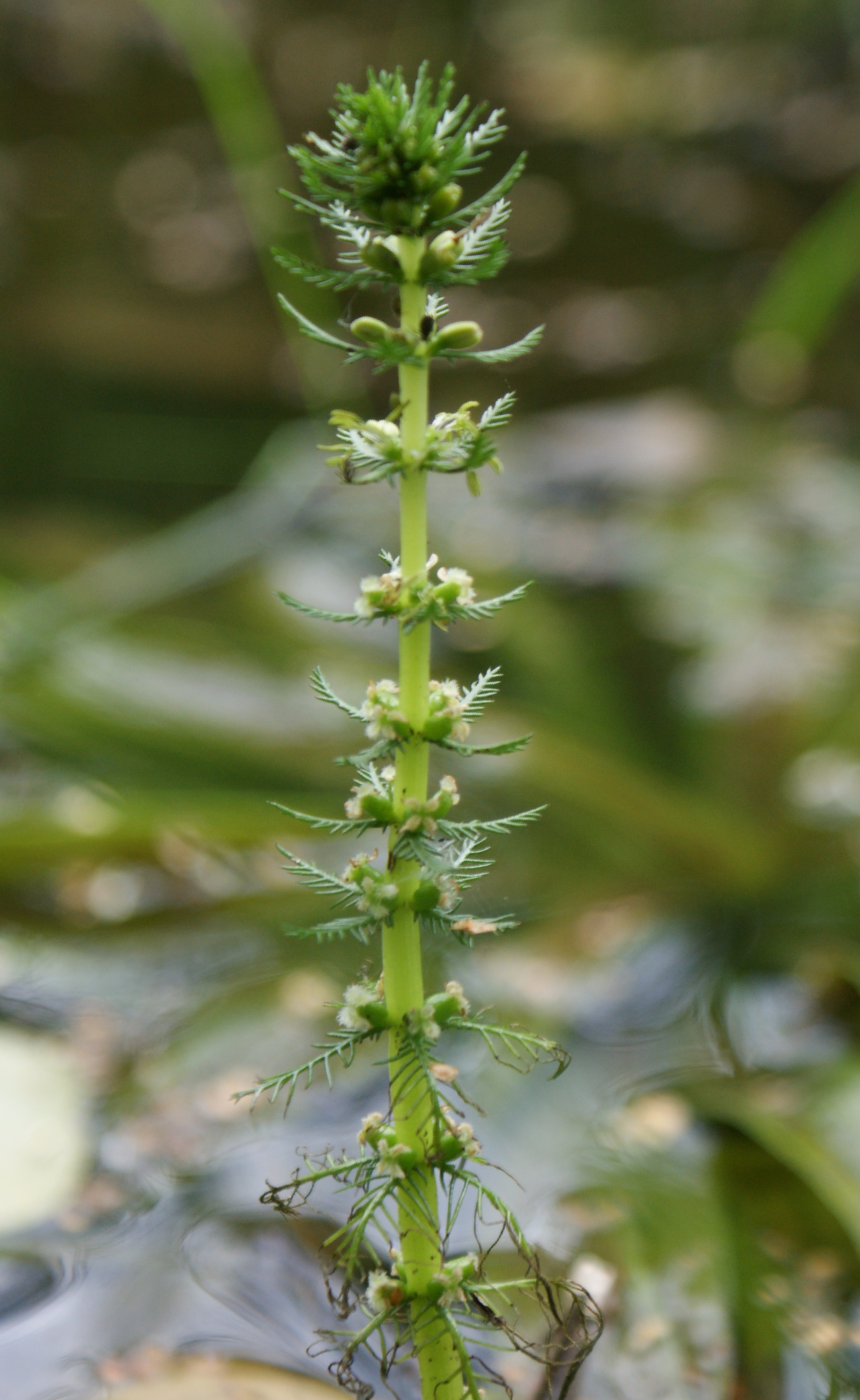
Květenství
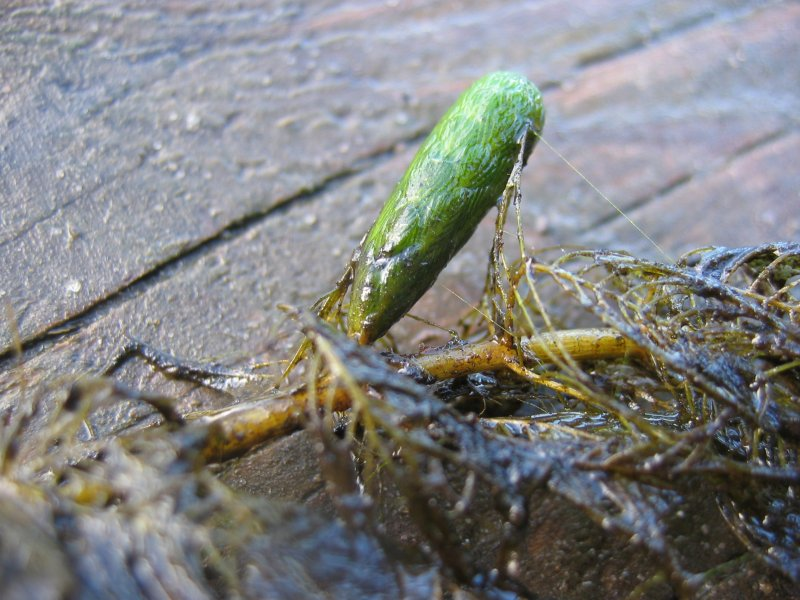
Turion
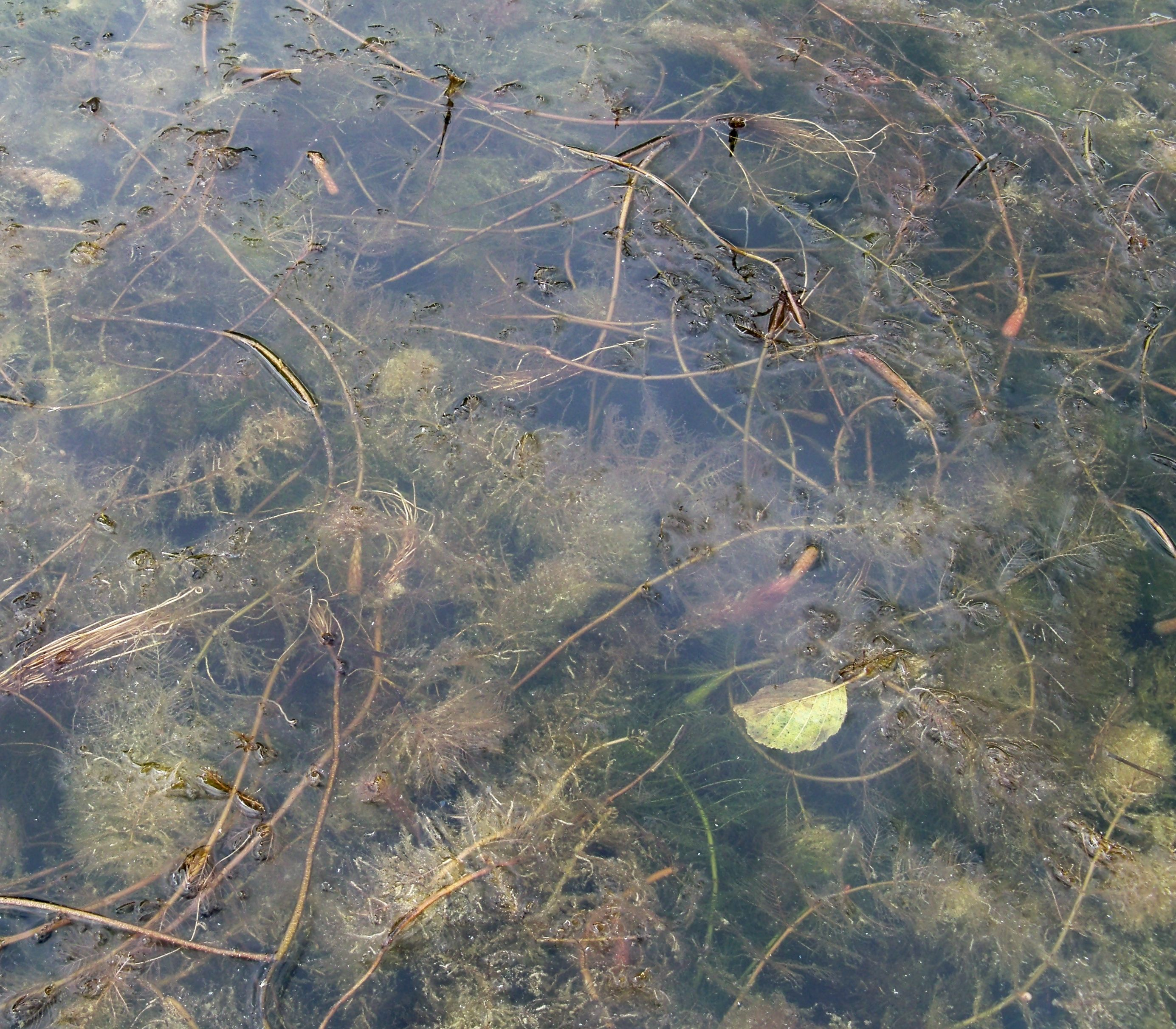
Lodyhy na podzim